# Tim Pütz
Tim Pütz (født 19. november 1987 i Frankfurt am Main, Tyskland) er en professionel tennisspiller fra Tyskland.